# 3400 Аотеароя
3400 Аотеароя (3400 Aotearoa) — астероїд головного поясу, відкритий 2 квітня 1981 року.
Тіссеранів параметр щодо Юпітера — 3,828.